# Konstantinpalast

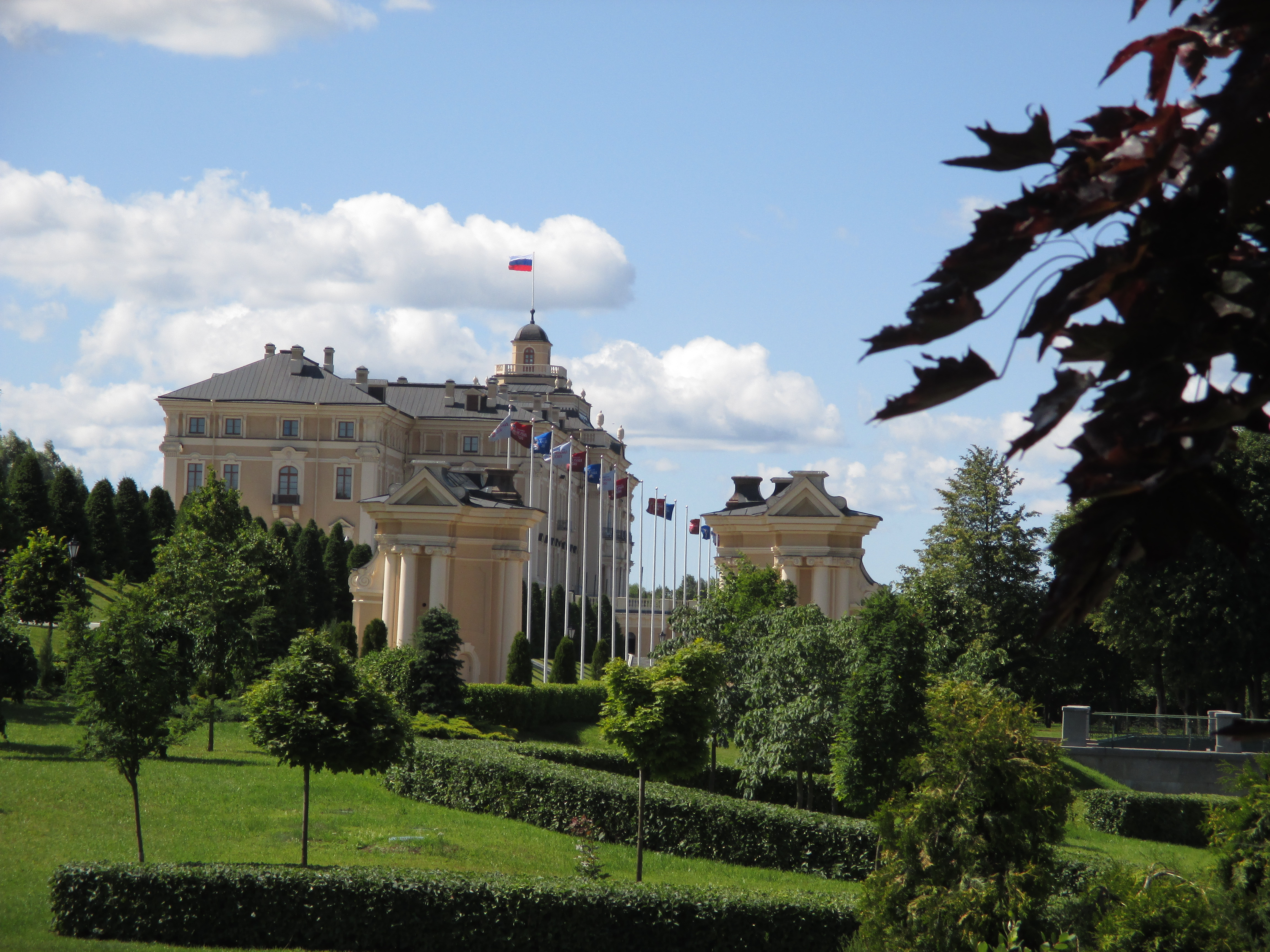
Konstantinpalast in Strelna (Sankt Petersburg) – Ost-Fassade (2015)

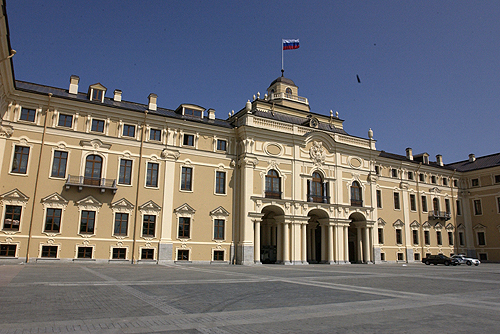
Konstantinpalast, 2003

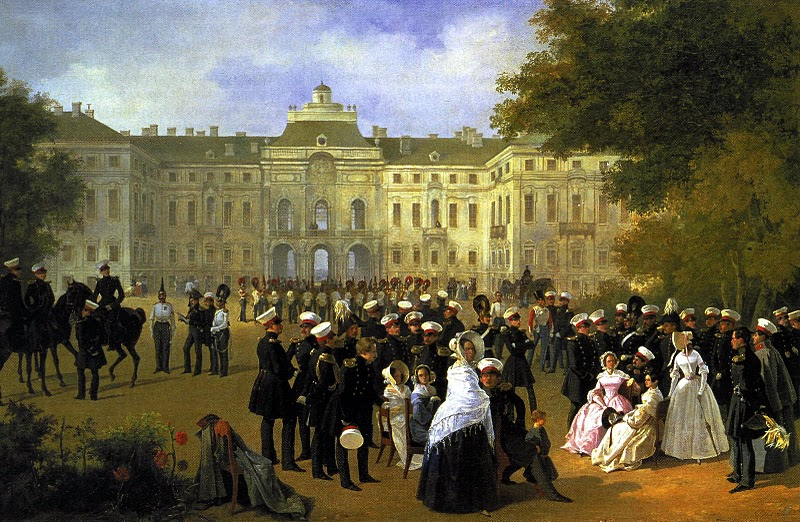
Leibgarde des Zaren vor dem Konstantinpalast. Ein Gemälde aus dem 19. Jahrhundert.

Der Konstantinpalast (russisch Константиновский дворец) in Strelna zu Sankt Petersburg (Russland) wurde ab 1720 von Nicola Michetti im Barockstil erbaut. Der Auftraggeber, Peter der Große, verlor jedoch bald das Interesse an diesem „russischen Versailles“ und wandte seine Aufmerksamkeit der Schlossanlage von Peterhof zu. Unter Kaiserin Elisabeth Petrowna wurde der Versuch unternommen, den Palast fertigzustellen – allerdings ohne Erfolg, obwohl der italienische Architekt Bartolomeo Francesco Rastrelli grandiose Pläne dafür entwickelt hatte. Erst Anfang des 19. Jahrhunderts wurde das Schloss durch die Architekten Andrei Woronichin und Luigi Rusca im Auftrag von Paul I. vollendet. Es ist nach seinem ersten Bewohner, Großfürst Konstantin Pawlowitsch Romanow, benannt.
Nach der Oktoberrevolution wurde der Konstantinpalast als Waisenhaus genutzt. Im Zweiten Weltkrieg von den deutschen Belagerern schwer zerstört, wurde er als Marineakademie wieder aufgebaut.
Zur 300-Jahr-Feier von Sankt Petersburg wurde der Palast 2001–2003 komplett renoviert, dafür wurden 280 Millionen Euro vom russischen Staat investiert. Heute ist er eine Residenz des russischen Präsidenten, beherbergt ein Museum und ein internationales Kongresszentrum. 2006 fand der G8-Gipfel im Palast statt.
Der Konstantinpalast (oder Kongresspalast) wurde erneut im Vorfeld des G20-Gipfels (Anfang September 2013) aufpoliert. Dafür wurden 2 Milliarden Rubel oder umgerechnet 51 Millionen Euro aufgewendet.
Der Konstantinpalast untersteht der russischen Präsidialverwaltung in Moskau.